# Triviella franziskae
Triviella franziskae là một loài ốc biển cỡ nhỏ, là động vật thân mềm chân bụng sống ở biển thuộc họ Triviidae.